# 부르츠 반응
부르츠 반응(Wurtz reaction)은 샤를-아돌프 부르츠(Charles-Adolphe Wurtz)의 이름을 따라 지어진 유기 화학의 커플링 반응이다. 2개의 알킬 할라이드(alkyl halides)와 나트륨(sodium)이 반응하여 알케인을 형성하는 유기 반응이다.

## 메커니즘
반응은 유리기 R•을 수반하는 금속-할로젠 교환 과정을 포함한다. 이 과정에서 친핵체 치환반응에 의해 탄소-탄소 결합이 형성된다.
전자 한개가 금속으로부터 할로젠으로 이동하여 할로젠화 금속과 알킬 라디칼을 형성한다.
R–X + M → R• + M+X−
알킬 라디칼은 다른 금속 원자로부터 전자를 받아들여 알킬 음이온을 형성한다.
R• + M → R−M+
알킬 음이온의 친핵성 탄소는 SN2 반응을 통해 할로젠을 대체하고, 새로운 탄소-탄소 공유결합을 형성한다.
R−M+ + R–X → R–R + M+X−

## 반응의 예시와 조건
몇몇 제약때문에 이 반응은 이용되지는 않는다. 적용가능한 작용기의 범위에도 제약이 있다. 부르츠 커플링은 주로 몇몇 반응, 특히 고리형의 세 개의 반응물이 존재하는 반응에 유용하게 쓰인다. 바이사이클로뷰테인은 이 반응을 통해 90%이상의 수율로 합성될 수 있다.
이 반응은 여러 생성물을 가진 경우 수율이 낮게 나타난다. (1,3), (1,4), (1,5), (1,5), (1,6) 이할로젠화물의 경우 반응의 결과 고리형 화합물을 생성하기도 한다. 이웃자리 이할로젠화물의 경우 알켄을 생성하며, 다른자리 이할로젠화물의 경우 알카인을 생성한다.
부르츠 반응은 사이클로알케인의 합성에서도 나타난다.

## 같이 보기
- 부르츠-피티히 반응